# John Jay
Pour les articles homonymes, voir Jay.
John Jay (12 décembre 1745 - 17 mai 1829) est un homme politique, révolutionnaire, diplomate et juriste américain. Il fut l'auteur des Federalist Papers avec Alexander Hamilton et James Madison. Il servit en tant que diplomate américain et fut le premier Chief Justice, ou président de la Cour suprême.

## Biographie
Né dans une famille aisée de New York, issue d'huguenots de La Rochelle, il est le fils de Peter Jay et de Mary van Cortlandt. Il fait des études de droit à King's College, qui prendra le nom de l'université Columbia après la guerre d'indépendance.

### La crise révolutionnaire
Après avoir établi sa réputation à New York, Jay fut élu comme délégué au Congrès continental et prit part aux débats sur la question d'indépendance. Plutôt modéré, il essaya au début de réconcilier le gouvernement britannique avec les colonies. Mais lorsque l'inévitabilité de la guerre devint évidente, il soutint clairement la révolution et la déclaration d'indépendance. Ayant cultivé l'estime de ses collègues, il fut élu président du congrès pour un mandat qui dura du 10 décembre 1778 au 27 septembre 1779. Ensuite, il devint l'un des diplomates les plus importants durant la soi-disant crise révolutionnaire, négociant une série de traités avec la France et l'Espagne.

### Secrétaire des Affaires étrangères
En 1784, Jay fut nommé secrétaire des Affaires étrangères, un poste aujourd'hui connu sous le nom de secrétaire d'État. Comprenant les limites des Articles de la Confédération (document gouvernant du jeune pays) et prévoyant un échec, Jay adopta le nom de plume « Publius » et écrivit les Federalist Papers en coopération avec Alexander Hamilton et James Madison où il critiqua fermement l'organisation du gouvernement américain et proposa un système gouvernemental plus centralisé et plus puissant. Le document comporte quatre-vingt-cinq articles raisonnant en faveur de l'adoption de la Constitution récemment proposée.

### La cour suprême
En 1789, George Washington nomma Jay à la Cour suprême, lui assignant le rôle de juriste-en-chef, ou Chief Justice en anglais. Le cas le plus important durant son mandat fut celui de Chisolm v. Georgia, en 1793 où il affirma l'autorité du gouvernement fédéral ou central sur celui des États membres. La décision fut très mal reçue et poussa les États-Unis à adopter le Onzième Amendement, qui interdit le gouvernement central à exercer son autorité face à des procès menés contre l'un des États fédérés.

### Diplomate en Grande-Bretagne
Bien que les Chief Justice aient des mandats à vie, George Washington envoya Jay en Grande-Bretagne en 1794 avec la mission de négocier un traité afin d'améliorer les relations commerciales entre les deux pays. Il parvint, selon son opinion ainsi que celle de Washington, à négocier le meilleur traité possible. Conséquemment, le Sénat vota pour l'approuver, et Washington le signa. En dépit de ses efforts, le public américain réagit très mal au traité Jay ou traité de Londres et Jay devint impopulaire auprès du peuple, ruinant ses chances de devenir président après Washington.

### Gouverneur de New York
Pendant son séjour en Grande-Bretagne, il fut élu gouverneur de l'État de New York. Il démissionna de la Cour suprême. Il tenta, par ailleurs, d'interdire aux catholiques la possibilité d'occuper des fonctions politiques.
Il resta gouverneur jusqu'en 1800. Le président John Adams voulut le renommer à la Cour suprême, mais Jay déclina son offre en raison de problèmes de santé. Bien que réélu en tant que gouverneur en 1802, Jay choisit de prendre sa retraite. Il mourut le 15 mai 1829.